# 권설 방출 마찰음
권설 방출 마찰음(捲舌放出摩擦音)은 자음의 하나로, 후치경음과 조음점이 같지만 경구개를 향하여 혀끝을 말아 올려 설첨이나 설단과, 후치경 사이에서 조음해서 내는 방출마찰음이다. IPA 기호는 ʂʼ이다.
듣기: